# Alphonso Roach
Alphonso Roach, né le 27 octobre 2002 à The Valley, Anguilla, est un footballeur international anguillan évoluant au poste de défenseur.

## Biographie

### En sélection
Le 6 juin 2021, Roach honore sa première sélection avec Anguilla contre le Panama en remplaçant Kyle Lake-Bryan à la 81e minute dans le cadre du premier tour des éliminatoires de la zone CONCACAF de la Coupe du monde 2022 (défaite 0-13),,.